# Todirostre de Pelzeln
Hemitriccus inornatus
Espèce
Statut de conservation UICN

 LC  : Préoccupation mineure
Le Todirostre de Pelzeln (Hemitriccus inornatus) est une espèce de passereaux de la famille des Tyrannidae,.

## Distribution
Cet oiseau vit dans le nord-ouest du Brésil, sur les rives du rio Negro et de ses affluents.